# Châtillon-Coligny
Châtillon-Coligny és un municipi francès, situat al departament del Loiret i a la regió de Centre – Vall del Loira. L'any 2007 tenia 1.912 habitants.

## Demografia

### Població
El 2007 la població de fet de Châtillon-Coligny era de 1.912 persones. Hi havia 852 famílies, de les quals 303 eren unipersonals (132 homes vivint sols i 171 dones vivint soles), 292 parelles sense fills, 187 parelles amb fills i 70 famílies monoparentals amb fills.
La població ha evolucionat segons el següent gràfic:
Habitants censats

### Habitatges
El 2007 hi havia 1.158 habitatges, 878 eren l'habitatge principal de la família, 128 eren segones residències i 152 estaven desocupats. 964 eren cases i 190 eren apartaments. Dels 878 habitatges principals, 588 estaven ocupats pels seus propietaris, 277 estaven llogats i ocupats pels llogaters i 13 estaven cedits a títol gratuït; 12 tenien una cambra, 79 en tenien dues, 268 en tenien tres, 255 en tenien quatre i 264 en tenien cinc o més. 526 habitatges disposaven pel capbaix d'una plaça de pàrquing. A 447 habitatges hi havia un automòbil i a 268 n'hi havia dos o més.

### Piràmide de població
La piràmide de població per edats i sexe el 2009 era:
| Homes | Edats   | Dones |
| ----- | ------- | ----- |
| 0     | 95 o +  | 12    |
| 8     | 90 a 94 | 20    |
| 12    | 85 a 89 | 60    |
| 20    | 80 a 84 | 28    |
| 52    | 75 a 79 | 52    |
| 44    | 70 a 74 | 72    |
| 36    | 65 a 69 | 56    |
| 64    | 60 a 64 | 76    |
| 56    | 55 a 59 | 44    |
| 64    | 50 a 54 | 60    |
| 56    | 45 a 49 | 64    |
| 68    | 40 a 44 | 52    |
| 76    | 35 a 39 | 80    |
| 32    | 30 a 34 | 52    |
| 96    | 25 a 29 | 48    |
| 40    | 20 a 24 | 40    |
| 72    | 15 a 19 | 72    |
| 68    | 10 a 14 | 40    |
| 48    | 5 a 9   | 40    |
| 16    | 0 a 4   | 40    |

## Economia
El 2007 la població en edat de treballar era de 1.068 persones, 771 eren actives i 297 eren inactives. De les 771 persones actives 667 estaven ocupades (358 homes i 309 dones) i 106 estaven aturades (52 homes i 54 dones). De les 297 persones inactives 153 estaven jubilades, 42 estaven estudiant i 102 estaven classificades com a «altres inactius».

### Ingressos
El 2009 a Châtillon-Coligny hi havia 922 unitats fiscals que integraven 1.972 persones, la mediana anual d'ingressos fiscals per persona era de 16.706 €.

### Activitats econòmiques
Dels 139 establiments que hi havia el 2007, 3 eren d'empreses extractives, 2 d'empreses alimentàries, 9 d'empreses de fabricació d'altres productes industrials, 21 d'empreses de construcció, 34 d'empreses de comerç i reparació d'automòbils, 5 d'empreses de transport, 8 d'empreses d'hostatgeria i restauració, 1 d'una empresa d'informació i comunicació, 5 d'empreses financeres, 7 d'empreses immobiliàries, 12 d'empreses de serveis, 22 d'entitats de l'administració pública i 10 d'empreses classificades com a «altres activitats de serveis».
Dels 43 establiments de servei als particulars que hi havia el 2009, 1 era una oficina d'administració d'Hisenda pública, 1 gendarmeria, 1 oficina de correu, 3 oficines bancàries, 1 taller de reparació d'automòbils i de material agrícola, 1 taller d'inspecció tècnica de vehicles, 2 autoescoles, 4 paletes, 3 guixaires pintors, 5 fusteries, 5 lampisteries, 1 electricista, 5 perruqueries, 1 veterinari, 5 restaurants, 3 agències immobiliàries i 1 saló de bellesa.
Dels 14 establiments comercials que hi havia el 2009, 2 eren supermercats, 1 un supermercat, 1 una botiga de més de 120 m², 2 fleques, 2 carnisseries, 2 llibreries, 1 una llibreria, 1 una botiga d'equipament de la llar, 1 una botiga de material de revestiment de parets i terra i 1 una joieria.
L'any 2000 a Châtillon-Coligny hi havia 21 explotacions agrícoles.

## Equipaments sanitaris i escolars
Els 2 equipaments sanitaris que hi havia el 2009 eren farmàcies.
El 2009 hi havia 1 escola maternal i 1 escola elemental. Châtillon-Coligny disposava d'un col·legi d'educació secundària amb 420 alumnes.

## Poblacions més properes
El següent diagrama mostra les poblacions més properes.